# Gran Premi de Bèlgica del 1963
Resultats del Gran Premi de Bèlgica de Fórmula 1 disputat la temporada 1963 al circuit de Spa Francorchamps el 9 de juny del 1963.

## Resultats
| Pos | No | Pilot                   | Equip            | Voltes | Temps/ Retirada        | Pos. de sortida | Punts |
| --- | -- | ----------------------- | ---------------- | ------ | ---------------------- | --------------- | ----- |
| 1   | 1  | Jim Clark               | Lotus - Climax   | 32     | 2h 27' 47. 6           | 8               | 9     |
| 2   | 14 | Bruce McLaren           | Cooper - Climax  | 32     | + 4' 54. 0 min.        | 5               | 6     |
| 3   | 18 | Dan Gurney              | Brabham - Climax | 31     | + 1 Volta              | 2               | 4     |
| 4   | 8  | Richie Ginther          | BRM              | 31     | + 1 Volta              | 9               | 3     |
| 5   | 12 | Jo Bonnier              | Cooper - Climax  | 30     | + 2 Voltes             | 13              | 2     |
| 6   | 29 | Carel Godin de Beaufort | Porsche          | 30     | + 2 Voltes             | 18              | 1     |
| 7   | 15 | Tony Maggs              | Cooper - Climax  | 27     | Accident               | 4               |       |
| 8   | 24 | Tony Settember          | Scirocco - BRM   | 25     | Accident               | 19              |       |
| Ret | 9  | John Surtees            | Ferrari          | 19     | Injecció               | 10              |       |
| Ret | 7  | Graham Hill             | BRM              | 17     | Caixa canvi            | 1               |       |
| Ret | 22 | Lucien Bianchi          | Lola - Climax    | 17     | Accident               | 16              |       |
| Ret | 5  | Jim Hall                | Lotus - BRM      | 16     | Accident               | 12              |       |
| Ret | 28 | Jo Siffert              | Lotus - BRM      | 16     | Accident               | 14              |       |
| Ret | 26 | Phil Hill               | ATS              | 13     | Caixa canvi            | 17              |       |
| Ret | 17 | Jack Brabham            | Brabham - Climax | 12     | Injecció               | 6               |       |
| Ret | 21 | Chris Amon              | Lola - Climax    | 10     | Pèrdua d'oli           | 15              |       |
| Ret | 4  | Innes Ireland           | BRP - BRM        | 9      | Caixa canvi            | 7               |       |
| Ret | 10 | Willy Mairesse          | Ferrari          | 7      | Injecció               | 3               |       |
| Ret | 27 | Giancarlo Baghetti      | ATS              | 7      | Caixa canvi            | 20              |       |
| Ret | 2  | Trevor Taylor           | Lotus - Climax   | 5      | Problemes físics       | 11              |       |
| WD  | 3  | Peter Arundell          | Lotus - Climax   |        | Cotxe no disponible    |                 |       |
| WD  | 11 | Ludovico Scarfiotti     | Ferrari          |        | Cotxe no disponible    |                 |       |
| WD  | 19 | Lorenzo Bandini         | BRM              |        | Cotxe retingut per BRM |                 |       |
| WD  | 25 | Ian Burgess             | Scirocco - BRM   |        | Cotxe no preparat      |                 |       |

## Altres
- Pole: Graham Hill 3' 54. 1

- Volta ràpida: Jim Clark 3' 58. 1 (a la volta 16)